# Jagertee
Jagertee (auch Jagatee, österr. für Jägertee) ist ein alkoholisches Heißgetränk aus Schwarztee und Inländer-Rum. Er gilt als eine typisch österreichische Spezialität.
Der Begriff Jagertee hat seinen Ursprung im Wort "Jagdtrank". Unter dieser Bezeichnung wurde ein alkoholhaltiges Getränk im Jahr 1864 in einem Inserat des österreichischen Likör- & Rosoglio-Herstellers "Zur Gailthalerin" (gegründet von Sebastian Stroh) beworben. Die Verordnung (EG) Nr. 110/2008 schützt die Herkunftsbezeichnung Jagertee in allen Schreibweisen; er darf unter dieser Bezeichnung nur in Österreich hergestellt werden.:Anhang III, Nr. 32 Produkte von nicht österreichischen Herstellern werden, obwohl sie in der Zusammensetzung identisch sind, unter Alternativbezeichnungen wie Hüttentee – in derselben Verordnung für Deutschland geschützt – oder Förstertee beziehungsweise in der Schweiz als Jägertee vertrieben.
Jagertee wird ähnlich wie Glühwein heiß getrunken und enthält etwa 12 bis 15 Volumenprozent Alkohol. Er ist auch als fertige Mischung erhältlich. Als abgefüllter Likör nach der Verordnung (EG) Nr. 110/2008 muss er mindestens 15 % Alkohol und 100 Gramm Invertzucker pro Liter enthalten.:Anhang II, Nr. 32
Im 19. Jahrhundert soll Jagertee von Jägern, Förstern und Waldarbeitern im Winter bei Waldarbeiten in Tirol und Vorarlberg getrunken worden sein. Heute wird dieses Getränk auf Berghütten Skifahrern und Wanderern angeboten.
Österreich ließ sich beim EU-Beitritt die Rechte der Produktion des Jagertees exklusiv zusichern. Pro Jahr werden in Österreich etwa 600.000 Liter Jagertee und in Deutschland 400.000 Liter Hüttentee bzw. Förstertee industriell produziert.